# Camponotus ephippium
Camponotus ephippium är en myrart som först beskrevs av Smith 1858.  Camponotus ephippium ingår i släktet hästmyror, och familjen myror.

## Underarter
Arten delas in i följande underarter:
- C. e. ephippium
- C. e. narses